# 驻马店专区
驻马店专区，中华人民共和国河南省已撤销的行政区。
1965年7月，信阳专区确山、遂平、西平、上蔡、汝南、新蔡、正阳、平舆8县设立驻马店专区，专署驻确山县驻马店镇。
1969年11月，驻马店专区改称驻马店地区。

## 驻马店地区
1980年马店撤镇改市，由驻马店地区领导。
2000年6月8日，撤销驻马店地区，设立地级驻马店市，原县级驻马店市改置驿城区。